# نامه به فیلیپیان
نامهٔ پولُس رسول به فیلیپیان خطاب به نخستین کلیسایی است که او در خاک اروپا بنیان گذارد. این کلیسا در مقدونیه، یکی از ایالت‌های امپراتوری روم، قرار داشت. پولُس به‌هنگام نگارش این نامه، در روم زندانی بود.
هدف پولُس از نگارش نامه، در وهله اوّل تشکر از مسیحیان فیلیپی به‌خاطر هدیه‌ای بود که برای رفع نیازهایش فرستاده بودند. در ضمن، او از این فرصت بهره می‌جوید تا نکاتی چند را با او در میان بگذارد: ۱) او را از احوال خود آگاه سازد؛ ۲) تشویق‌شان کند که در تحمّل آزارها استوار بماند و در سختی‌ها نیز شادی کند؛ ۳) ترغیب‌شان کند که همچون مسیح فروتن باشد و اتحاد را میان خود حفظ کند؛ ۴) به او سفارش کند که تیموتائوس و اِپافْرودیتوس را به‌گرمی پذیرا شود؛ و ۵) او را از خطر معلّمان دروغین برحذر دارد.
ویژگی بارز این نامه، تأکید آن بر شادی، اطمینان، اتحاد و پشتکار در ایمان و زندگی مسیحی است. این نامه همچنین از علاقهٔ عمیق پولُس به کلیسای فیلیپی حکایت دارد.

## تقسیم‌بندی کلّی
۱ - مقدمه (۱:۱-۱۱)
۲ - وضع و حال کنونی پولُس (۱:۱۲-۲۶)
۳ - اندرز دربارهٔ فروتنی و اتحاد (۱:۲۷ تا ۲:۱۸)
۴ - برنامهٔ پولُس برای تیموتائوس و اِپافْرودیتوس (۲:۱۹-۳۰)
۵ - هشدار در مورد شریعت‌گراها و معلّمان بی‌بندوبار (فصل ۳)
۶ - اندرزهای گوناگون (۴:۱-۹)
۷ - بخش پایانی (۴:۱۰-۲۳)